# Het kostbare kader
Het kostbare kader is het tweehonderdeenendertigste stripverhaal uit de reeks van Suske en Wiske. Het is gemaakt door Marc Verhaegen.
Het is gepubliceerd in De Standaard en Het Nieuwsblad van 7 juni 1995 tot en met 27 september 1995. De eerste albumuitgave in de Vierkleurenreeks was in februari 1996, met nummer 247.

## Locaties
- België, Franse Pyreneeën, boerderij, Lyon, Villard-de-Lans, de Glandon, de Galibier

## Personages
- Suske, Wiske met Schanulleke, tante Sidonia, Lambik, Jerom, professor Barabas, Marcel Grandcru[1] (Franse keuterboer), Eddy Merckx (beroemd wielrenner), Iljosja Kozkov (Yves Cinqlorant), Antoine, Jean, vrachtwagenchauffeur, politie, Pedro Bohamontes (Spanjaard, de adelaar van Benidorm, ex-toreador en sterk klimmer), Greg Downtown (Amerikaan, heeft patent op stuurstang met frisdrank), Joop Zuremelk (Nederlander, de wieltjeszuiger), Abdoellobogov (Rus, gebruikt ellebogen, spurter), Phar Hazard[2](Fransman, onaangepaste bril), Fausto Cippo (Italiaan, uitstekend tijdrijder), Pol Ampers[3] (reporter), Vic King[4] (Zweed), Yves Cinqlorant[5], Alban (het skelet), Nic Otin[6] (de schoorsteen)

## Het verhaal
Suske en Lambik fietsen door de Franse Pyreneeën en professor Barabas rijdt mee met een wagen van het Baralab, hij wil een revolutionair trainingsschema uitdokteren. Professor Barabas gaat naar de caravan en Suske en Lambik ontmoeten een boer die zijn ezels lavendel voert, de mest van de dieren is extreem vruchtbaar en hij produceert fantastische wijn. De boer vertelt dat hij een stuk land verhuurt aan twee mannen, maar dit is waardeloze grond die de mannen per se wilden gebruiken. Lambik drinkt van de wijn en neemt wat druivensuiker, hij krijgt enorm veel energie en ze komen al snel bij de caravan. Eddy Merckx komt langs en wil Lambik en Suske trainen. Jerom wordt materiaalmeester en Wiske en tante Sidonia gaan boos weg als ze horen dat ze alleen voor het eten moeten zorgen. Wiske wil Suske niet opnieuw in de steek laten en laat Schanulleke met een mechaniekje weglopen, ze bindt een briefje aan het popje. De huurders bij Grandcru hebben een geheime centrale en gaan met stralingspakken naar beneden. Ze maken plutonium voor kernwapens en dit wordt in een buisje gestopt, ze stoppen dit tussen fietsonderdelen en zullen het met een vrachtwagen naar Brussel sturen. Het plutonium zal verkocht worden aan de hoogste bieder.
De mannen beseffen nu wat tante Sidonia allemaal voor hen deed en de stemming is niet positief. Suske denkt na over de ontmoeting met zijn vrienden en vindt dan Schanulleke met het briefje van Wiske. Hij leest dat ze alleen mee ging met tante Sidonia om haar te helpen, maar ze denkt aan Suske en hierdoor krijgt hij nieuwe moed. Tijdens een bergrit botsen Lambik en Suske bijna op een vrachtauto, die daardoor van de weg raakt, en zien een man met een buisje uit het ravijn klimmen. Lambiks fiets is stuk en hij grijpt het buisje uit de handen van de man en de vrachtwagenchauffeur moet het buisje afstaan van een politieagent. De vrachtwagenchauffeur waarschuwt zijn maten en Lambik herstelt zijn fiets met het buisje. Eddy bespreekt de tegenstanders en vertelt dat de sponsor heeft afgehaakt, hij zal voor een nieuwe geldschieter zorgen. Suske neemt Schanulleke ’s nachts mee naar bed en Jerom ontdekt gangsters die rond de caravan dolen. Hij kan de mannen verjagen en een clown volgt alles vanuit de bosjes. Lambik en professor Barabas horen kabaal en Jerom vertelt dat er mannen in het materiaalhok waren. De Tour de France start in Lyon met de proloog, een korte tijdrit over zeven kilometer. De nieuwe sponsor komt bij de start, het blijkt Marcel Grandcru te zijn en Lambik is blij dat hij over de speciale wijn kan beschikken.
Er zijn twee nieuwe renners gearriveerd en tante Sidonia blijkt koerscommissaris te zijn, ze rijdt met Wiske mee en moet onregelmatigheden bestraffen. Suske en Lambik starten en Pol Ampers doet verslag, hij wordt door Lambik aangereden en die gaat verder met een kapotte fiets op zijn schouder. Cippo wint deze ronde en Lambik zet een nieuw voorwiel op zijn fiets. Tante Sidonia is kwaad als ze Wiske betrapt tijdens het schrijven van een briefje aan Suske. De renners bespreken plannen en Lambik steelt wijn uit de kofferbak van Crandcru. De volgende dag gaat de tour naar Villard-de-Lans, Lambik gebruikt druivensuiker met de wijn en komt al snel aan kop. Suske nadert Lambik en de eindsprint wordt ingezet, maar Lambik en Abdoel vallen en Suske wint de rit. Abdoel wordt afgevoerd met een gebroken elleboog en Suske krijgt de gele trui, hij rent naar Wiske en geeft haar de krans. Er worden veel foto’s gemaakt en tante Sidonia slaat Pol dan neer, maar ze wil de dingen niet goedmaken met de mannen en vertrekt samen met Wiske. Het team bespreekt de Alpenrit van de volgende dag en de gangsters willen dan hun plutonium terugpakken.
Tijdens de rit drinkt Vic King van de drank van Lambik en valt in slaap, iedereen heeft gezien dat hij het drinken van Lambik heeft genomen. Lambik wordt erg moe nu de drank op is en hij wordt naar boven geduwd, tante Sidonia maakt aantekeningen van de overtredingen. Alban raakt verstrikt in zijn benenwerk en Nic Otin wordt ziek afgevoerd, de volgauto wordt afgeschud met kraaienpoten en Lambik wordt neergeslagen. Phar wordt beschoten en vlucht weg en de fiets van Lambik wordt gestolen, maar de clown slaat Iljosja neer en neemt de fiets zelf mee. Lambik en Iljosja worden gevonden en de pers ondervraagt het duo. Lambik drinkt uit zijn drinkfles en krijgt nieuwe energie, hij zet de achtervolging in en Pol vertelt dat Yves Cinqlorant in het echt Iljosja Kozkov heet. De crimineel wordt door de politie afgevoerd en Jerom en professor Barabas vragen zich af waarom mensen in de fiets van Lambik zijn geïnteresseerd. Bohamontes wordt door de hitte bevangen en wordt afgevoerd door broeders, Lambik wordt dan in een helikopter getrokken en iedereen volgt het schouwspel. Wiske is woedend als ze merkt dat tante Sidonia Lambik niet wil gaan zoeken. Phar wint de etappe en Suske blijft leider, maar als hij hoort over de ontvoering van Lambik verlaat hij de tour om zijn vriend te zoeken.
Pol geeft commentaar en wordt door Suske neergeslagen, Wiske loopt boos weg bij tante Sidonia en botst op Suske. Ze gaan samen op zoek naar Lambik en gebruiken de motor van Pol. Eddy vindt het mooii dat hij vriendschap boven persoonlijke ambitie stelt en denkt dat hij nog wel kan winnen met Frank, Axel, Johan en Wilfried. Eddy laat Suske de gele trui signeren en houdt dit voor zijn kleinkinderen. Lambik wordt bij criminelen gebracht en hij hoort over het plutonium en begrijpt nu waarom de vrachtwagenchauffeur de stang niet wilde afstaan. Lambik wordt neergeslagen en de clown probeert professor Barabas en Jerom tegen te houden. Jerom vindt Grandcru en hoort dat hij voor de Franse veiligheidsdienst werkt, hij wist van de plutoniumhandel en moest de criminelen volgen. Pol vertelt op tv een verhaal over Lambik en Suske en de bevolking wordt opgehitst. Als Suske en Wiske in een café komen worden ze meteen weggejaagd. Lambik neemt druivensuiker met de wijn en kan ontsnappen, hij vernielt de helikopter en de wapens en verslaat de criminelen. Lambik kan met de plutoniumbuis ontsnappen en rijdt de berg af met zijn fiets.
De criminelen volgen Lambik, maar botsen op Jerom en worden verslagen. Grandcru ondervraagt de boeven en hoort dat Lambik het plutonium heeft, hij zal Lambik bij verzet laten neerschieten. Lambik wil slapen in een schuur, maar de bevolking denkt dat hij de tour wilde manipuleren en wil hem pakken Lambik kan ontvluchten en wordt door Suske en Wiske gevonden. Ze komen door een wegversperring, maar Wiske valt van de motor en raakt bewusteloos. De securité volgt Lambik en schiet een achterband lek, de vrienden storten in een ravijn en professor Barabas en tante Sidonia komen ter plaatse. Tante Sidonia vertelt dat Lambik en Suske geen schurken zijn en de politie geeft hen het voordeel van de twijfel. Suske komt bij in het ravijn en wordt bedreigd door de clown, het is Grandcru. Hij vertelt dat hij is overgelopen en wil rijk worden met de opbrengst van het plutonium. Suske kan de man verslaan en wordt zelf geraakt door een kogel, hij loopt met het plutonium de kloof in en bindt het aan Schanulleke. Schanulleke loopt met het plutonium weg, maar wordt neergeschoten. Alain Stant overmeestert Grandcru, hij is geïnfiltreerd in de plutoniumbende en werkt voor Interpol. In de krant staat een bericht over Schanulleke, die de situatie redde, en de vrienden gaan naar huis. Professor Barabas heeft de wijn van Grandcru onderzocht en ontdekte dat het in combinatie met druivensuiker testosteron opleverde, dit staat op de verboden lijst en wordt gezien als doping. Tante Sidonia laat Pol en Lambik het huishouden doen.

## Achtergronden bij het verhaal
- In dit verhaal speelt de Tour de France een belangrijke rol, de bekende wielrenner Eddy Merckx speelt een gastrol.
- Sommige fictieve wielrenners in dit album zijn een verwijzing naar beroemde wielrenners. Pedro Bohamontes verwijst naar Federico Bahamontes, Greg Downtown naar Greg LeMond, Joop Zuremelk naar Joop Zoetemelk, Abdoellobogov naar Djamolidin Abdoesjaparov en Fausto Cippo naar Fausto Coppi.